# Аббилара
Аббилара (англ. Abbeylara; ирл. Mainistir Leathrátha, «монастырь на холмике») — деревня в Ирландии, находится в графстве Лонгфорд (провинция Ленстер).
Население — 245 человек (по переписи 2002 года). Название происходит от существования в этих окрестностях монастыря, распущенного ещё в 1539 году.
Из-за своей близости к озёрам, в которых много форели, линей, лещей и щук, деревня привлекает рыболовов; в ней устраиваются соревнования по ловле рыбы.